# FSV Schöningen
Die FSV Schöningen ist ein Fußballverein aus Schöningen im niedersächsischen Landkreis Helmstedt. Die erste Mannschaft der Männer stieg 2025 in die Regionalliga Nord auf.

## Geschichte

### FC Schöningen 08
Der FC Schöningen 08 wurde am 15. November 1908 gegründet. Die Mannschaft erreichte im Jahre 1940 die Aufstiegsrunde zur seinerzeit erstklassigen Gauliga Niedersachsen, scheiterte dort aber am 1. SC Göttingen 05. Nach dem Zweiten Weltkrieg spielten die Schöninger insgesamt 13 Jahre lang in der höchsten niedersächsischen Amateurliga, rutschte dann aber bis in die Kreisliga hinab. Mit Peter Hayduk brachte der Verein einen Bundesligaspieler und mit Sven Boy einen Zweitligaspieler hervor. Der ehemalige B-Nationalspieler Eberhard Haun trainierte in der Saison 1975/76 den FC Schöningen 08.

### FSV Schöningen
Bereits seit 2009 bildete der FC Schöningen 08 zusammen mit dem SV Hoiersdorf/Twieflingen eine Spielgemeinschaft, die die zweite und dritte Herrenmannschaft umfasste. Zwei Jahre später entschlossen sich die Vereine, zur FSV Schöningen zu fusionieren. Der Fusionsclub startete in der Kreisliga Helmstedt und schaffte im Jahre 2013 den Aufstieg in die Bezirksliga Braunschweig. Nach einem dritten Platz im Jahre 2017 und der Vizemeisterschaft hinter dem Braunschweiger SC Acosta im Jahre 2019 gelang dann 2020 der Aufstieg in die Landesliga Braunschweig. Verstärkt mit den Ex-Profis Sergej Evljuskin und Daniel Reiche gelang der Mannschaft im Jahre 2022 der Aufstieg in die Oberliga Niedersachsen. Dort wurde die Mannschaft in der Saison 2024/25 Vizemeister hinter dem HSC Hannover und qualifizierte sich damit für die Aufstiegsrunde zur Regionalliga Nord. Dort setzten sich die Schöninger gemeinsam mit Altona 93 gegen den Heider SV und den SV Hemelingen durch.

## Stadion
Die FSV Schöningen trägt ihre Heimspiele im Elm-Stadion aus. Das Stadion bietet Platz für 5000 Zuschauer. Es wird auf Naturrasen gespielt, wobei die Spielfläche von einer Leichtathletiklaufbahn umgeben ist.

## Erfolge
- Aufstieg in die Regionalliga Nord: 2025
- Aufstieg in die Oberliga Niedersachsen: 2022
- Aufstieg in die Landesliga Braunschweig: 2020

## Persönlichkeiten
- Christian Beck
- Christian Benbennek
- Thoralf Bennert
- Sergej Evljuskin
- Philipp Harant
- Federico Palacios
- Daniel Reiche
- Maximilian Sauer